# Willie Brown
William Ferdie Brown (Yazoo City, Misisipi, 2 de diciembre de 1940-Tracy, California, 22 de octubre de 2019), más conocido como Willie Brown, fue un jugador profesional estadounidense de fútbol americano que se desempeñó en la posición de cornerback en la American Football League (AFL) y en la National Football League (NFL). Es miembro del Salón de la Fama del Fútbol Americano Profesional.

## Carrera
Brown jugó como profesional cuatro temporadas en Denver Broncos (1963-1966), después pasó a Las Vegas Raiders, donde jugó doce temporadas (1967-1978), y fue el equipo en el que se retiró.

## Reconocimiento
El 28 de julio de 1984, ingresó como miembro al Salón de la Fama del Fútbol Americano Profesional.